# Haitón del Guarataro
El Haitón del Guarataro es un sistema de cuevas ubicado en la Sierra de San Luis en el estado Falcón, Venezuela. Es la cueva de caliza más profunda de Venezuela, y su entrada es una atracción turística dentro del parque nacional Juan Crisóstomo Falcón. Tiene una profundidad de 305 metros y una longitud total de 640 metros. Fue explorada y estudiada en abril de 1973 por miembros de la expedición de investigación británica "Karst de '73". Está formada por caliza de arrecife del Oligoceno. Además, estos haitones están llenos de leyendas tales como las voces que se escuchan en el mismo, pero se cree que tal vez solo sea obra de los ecos presentes en los mismos. Según se relata, las leyendas van desde el retorno de los atrevidos en las cuevas hasta quedarse mudos debido a algo terrorífico. 

## Enlaces externos

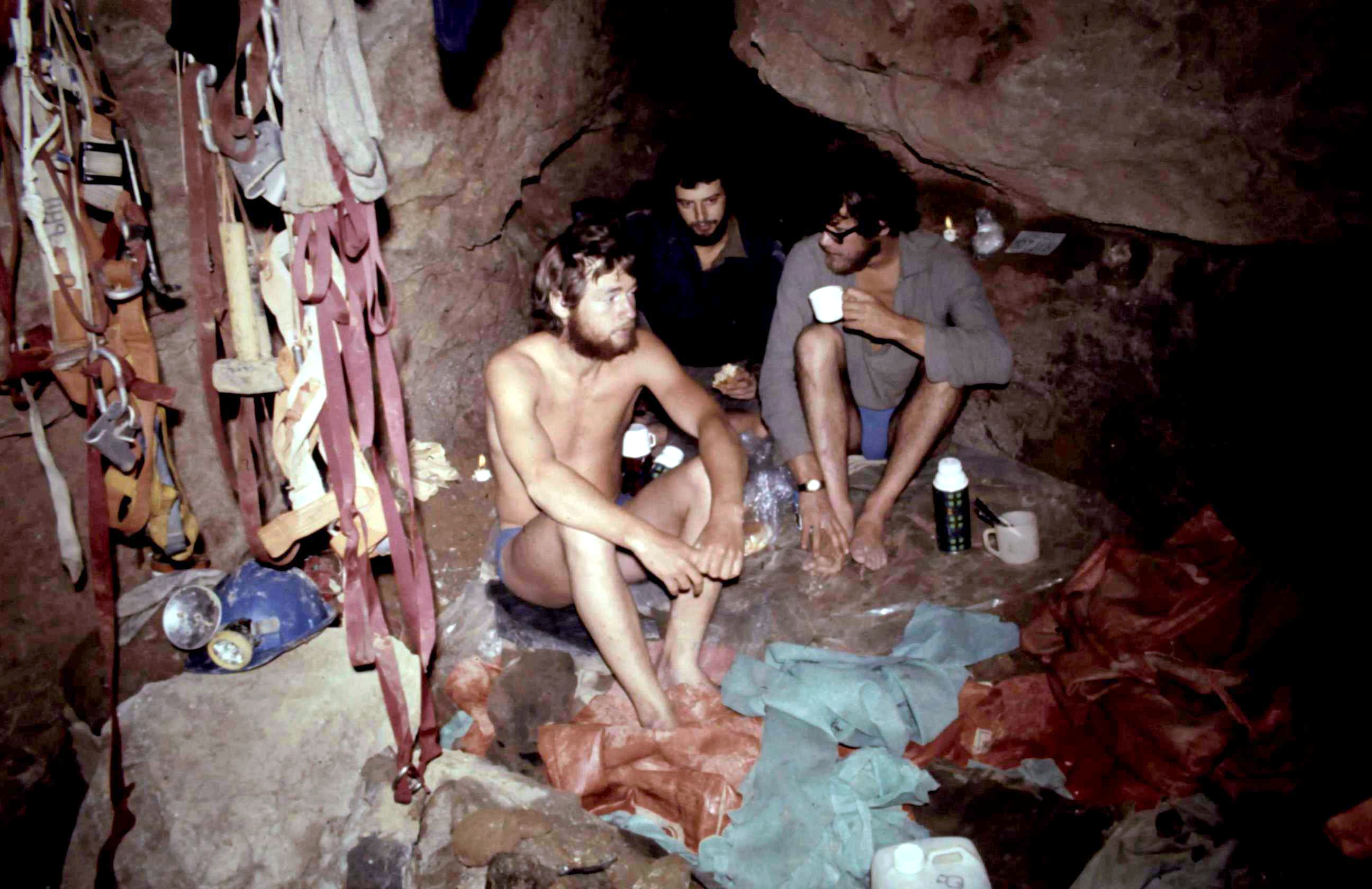
Campamento durante las exploraciones de 1973